# География Черногории
Черного́рия (черног. Црна Гора, Crna Gora) — государство в юго-восточной Европе, на адриатическом побережье Балканского полуострова. Название получила по горе Ловчен (1749 м), расположенной в историческом центре страны у Которского залива.

## Границы и береговая линия

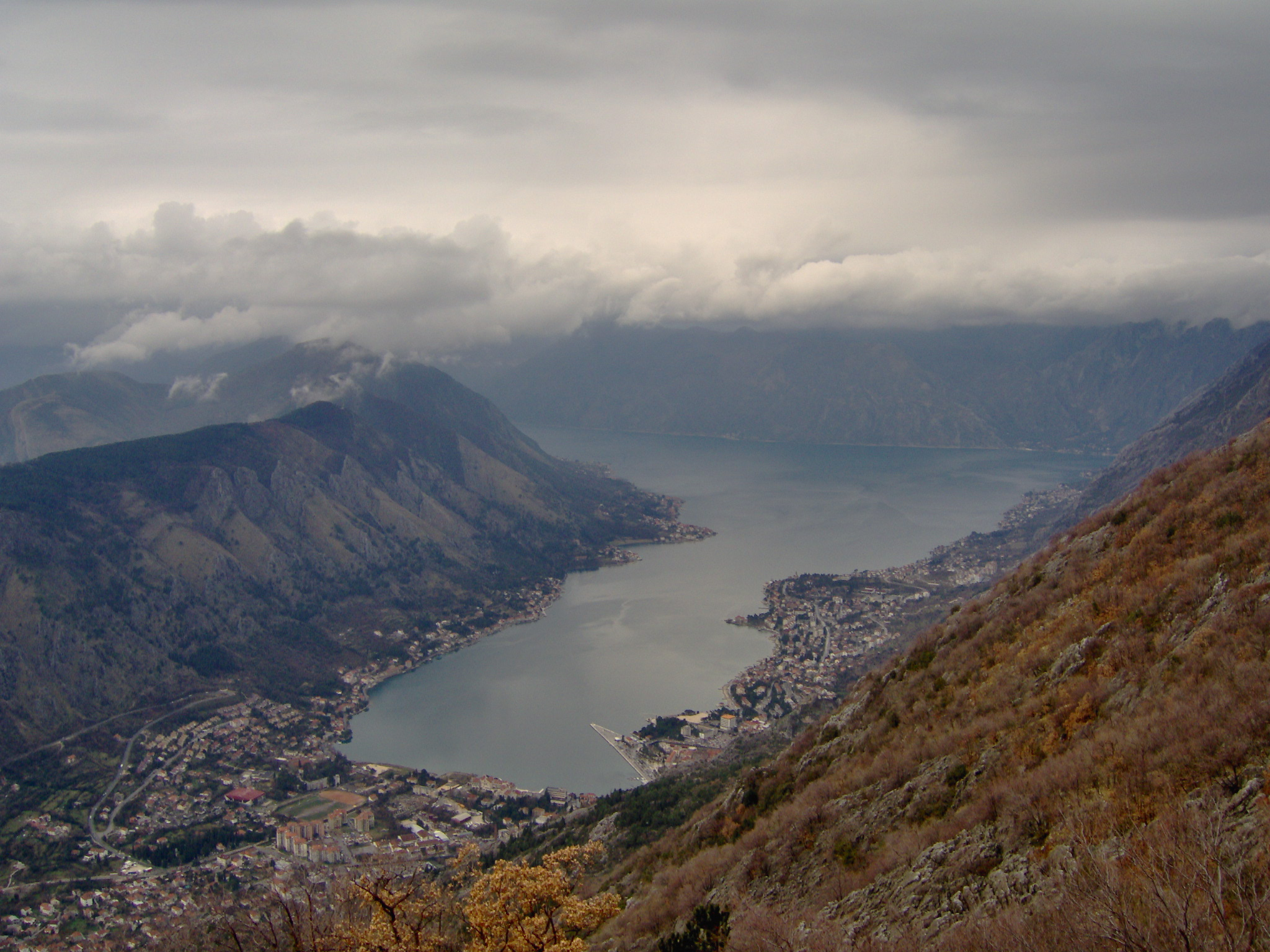
Вид с высоты на Которский залив и порт Котора

Протяжённость сухопутных границ составляет 625 км. На западе Черногория граничит с Хорватией (25 км), на северо-западе — с Боснией и Герцеговиной (225 км), на северо-востоке — с Сербией (124 км), на востоке — с Косово (79 км), на юго-востоке — с Албанией (172 км).
Длина побережья Черногории составляет 293,5 км, территориальные воды — 12 морских миль. Черногория имеет в своём составе 14 морских островов, совокупная протяжённость береговой линии которых составляет 15,6 км. На северо-западе страны находится крупный залив Бока Которска, имеющий площадь водной поверхности 87,3 км² и врезающийся в сушу на 29,6 км. К югу от него располагаются небольшие заливы Траште и Жуковац-Лука, а также бухты Трстено-Лука, Язи-Лука и Мала-Лука в районе Будвы. Основные морские курорты располагаются на Будванской ривьере.

## Рельеф
Территорию страны можно условно разделить на три региона: горные системы северо-востока страны, побережье Адриатического моря, а также относительно ровная котловина Скадарского озера и долин впадающих в него рек, где расположены два крупнейших города страны: Подгорица и Никшич.

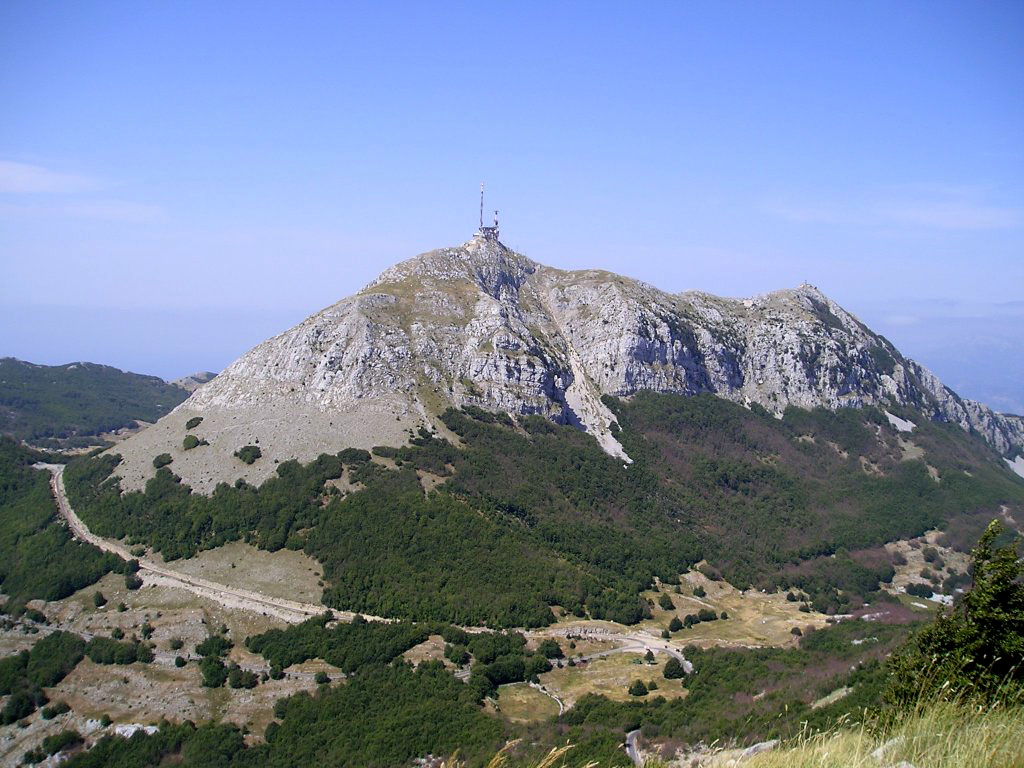
Гора Ловчен

Большая часть Черногории расположена на Динарском нагорье, высшая точка которого в Черногории — гора Боботов Кук (2522 м) в массиве Дурмитор. Наивысшая вершина Черногории — Зла-Колата (2534 м н.м.) в горах Проклетие. Вдоль границы с Албанией и Косово располагаются Северо-Албанские Альпы (Проклетие). Черногорские горы подверглись наибольшему воздействие эрозии льдом за последний ледниковый период среди гор полуострова. В юго-западной части страны находится Черногорское карстовое плато — часть карстового региона запада Балканского полуострова. Средняя высота плато — 900 м над уровнем моря, хотя некоторые части возвышаются на 1 800 м. Самая низкая часть нагорья — долина реки Зета (450 м), расположенная посередине плоского поля в районе Никшича.
Краевые хребты нагорья круто обрываются к узкой (2-6 км шириной) прибрежной полосе, которая пропадает в северной части берега, где воды Которского залива подходят вплотную к склонам Ловчена. В прибрежных районах отмечается повышенная сейсмическая активность.
Полезные ископаемые: бокситы, медь, свинец, соль.

## Климат

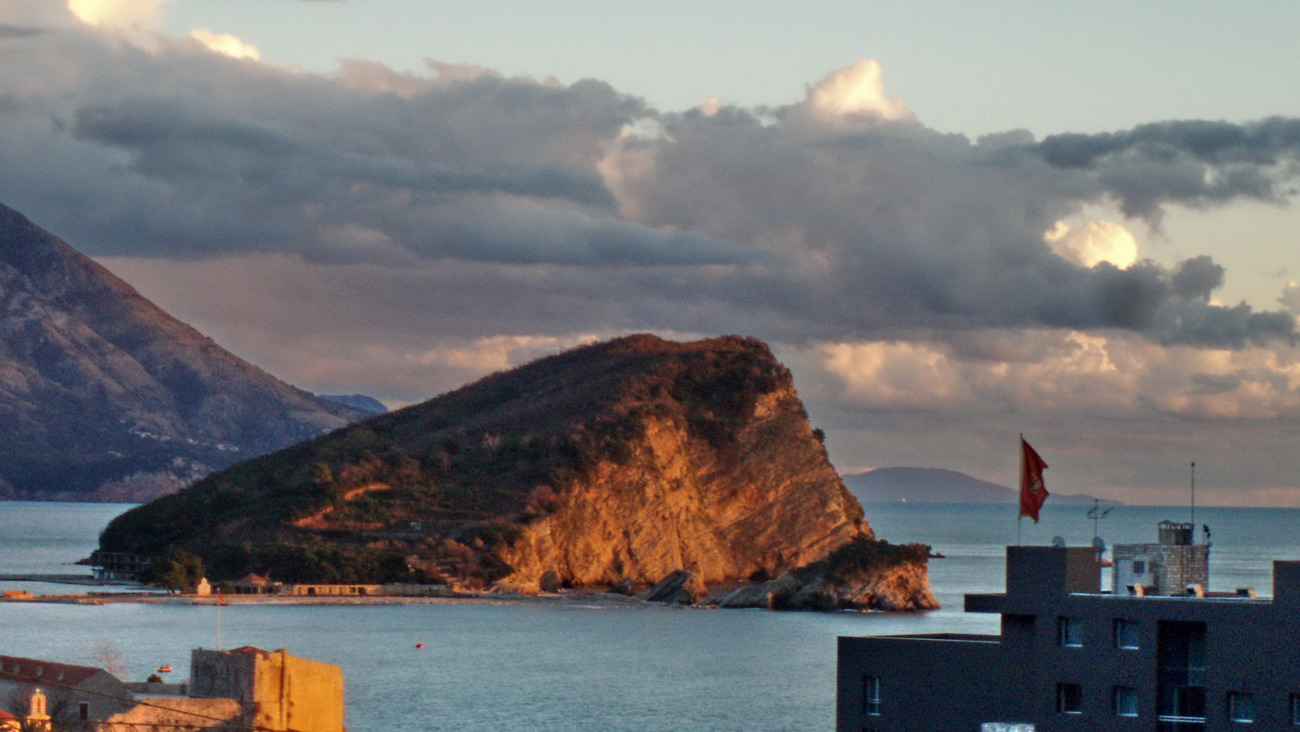
Остров Свети-Никола рядом с Будвой, декабрь 2008

В северной Черногории — умеренно-континентальный, на Адриатическом побережье — средиземноморский. В приморской области лето обычно продолжительное, жаркое (23-25 °C) и достаточно сухое, зима — короткая, мягкая (+3-7 °C) и дождливая. В горных районах умеренно тёплое лето (19-25 °C) и относительно холодная зима (от −10 до +5 °C), осадки выпадают в основном в виде снега.
Горные области Черногории являются одним из районов с наибольшим числом осадков в Европе. Как и большинстве районов Средиземноморья максимум осадков приходится на зиму, но в горах имеется и второй летний максимум. Осадков выпадает от 500 до 1500 мм в год, преимущественно в виде дождя, в горах близ морского побережья местами выпадает свыше 3000 мм. В городке Црквице, расположенном в карстовых районах над Которским заливом, среднегодовое количество осадков достигает 5 100 мм. В северных областях Черногории снег лежит до 5 месяцев в году. Количество солнечных часов в год: в Игало — 2386, в Улцине— 2700.
Температура морской воды в течение семи месяцев колеблется в диапазоне от 12 до 26 °C, прозрачность морской воды местами превышает 35 м.

## Водные ресурсы

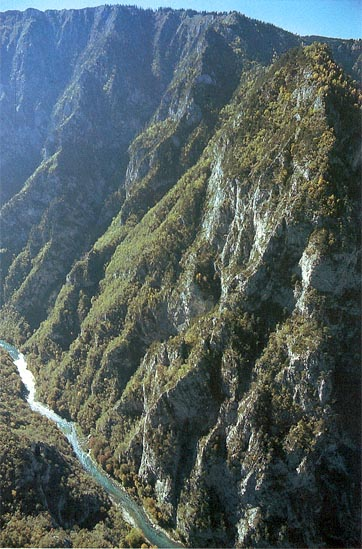
Каньон реки Тары, крупнейший в Европе

Поверхностный сток Черногории делится на две основные речные системы, текущие в разных направлениях. Реки Пива, Тара (144 км), Чехотина (125 км) и Лим (123 км) текут на северо-запад и являются притоками реки Дрина (бассейн Дуная). Реки юга страны принадлежат бассейну Адриатического моря. Крупнейшие из них — Морача (99 км) и её приток Зета (65 км) (бассейн Скадарского озера). Река Бояна, вытекающая из Скадарского озера, ранее была единственной судоходной рекой Черногории, но на настоящий момент судоходство по ней не осуществляется. Три черногорских реки (Морача, Зета и Пива) на всём своём протяжении текут по территории Черногории.
Большинство черногорских рек — горные, образуют глубокие каньоны. Каньон реки Тара глубиной около 1200 м, является самым глубоким в Европе и вторым по глубине в мире. Реки Черногории обладают энергетическим потенциалом 115 кВт на 1 км² территории, что является очень высоким показателем. Имеются ГЭС на реках Пива и Зета, однако полный гидроэнергетический потенциал не реализован по разным причинам, включая экологические.

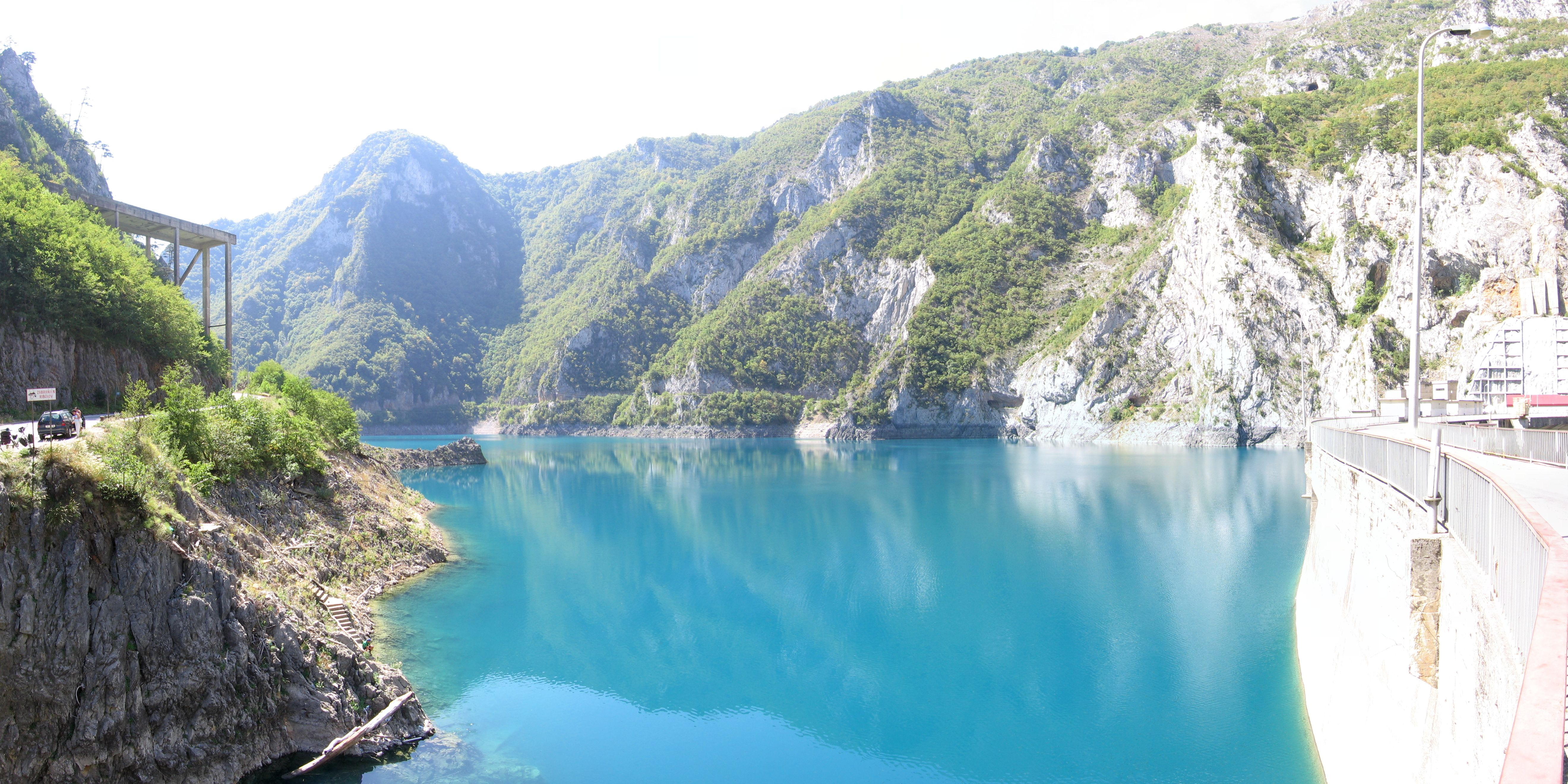
Водохранилище на реке Пива возле дамбы Мратинье

Большая часть стока карстового региона проходит по подземным каналам.
Крупнейшее озеро Черногории и всего Балканского полуострова — Скадарское (40x16 км). Общая площадь его водной поверхности варьируется от 390 до 530 км²; две трети озера (по площади) находятся на территории Черногории, одна треть — на территории Албании. Озеро располагается в обширной карстовой впадине, дно которого находится ниже уровня моря.
Кроме Скадарского, в Черногории есть ещё искусственное Пивское озеро (на реке Пива), озеро Шасское (3,64 км²), находящееся вблизи Улциня, озёра Крупач и Сланское у Никшича, а также довольно много небольших горных озёр ледникового происхождения (Биоградское озеро, Плавское озеро, Црно-Езеро и другие).

## Почвы

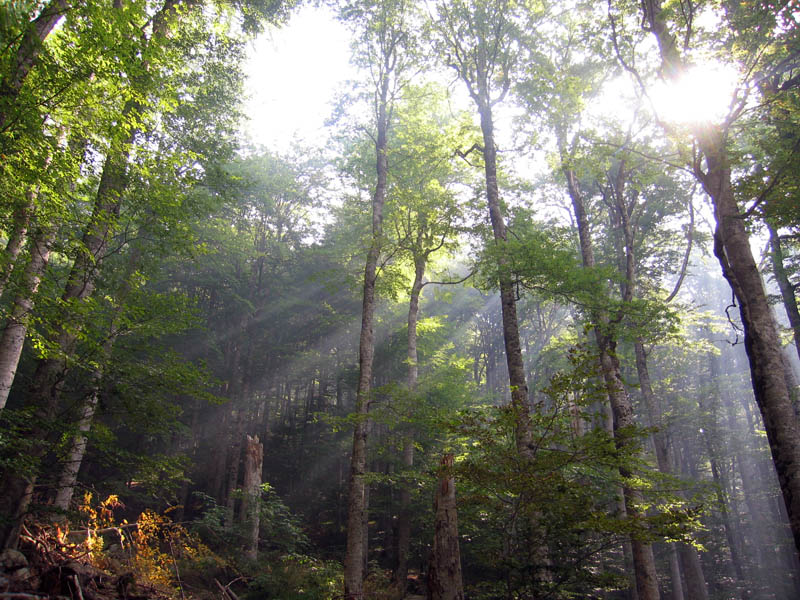
Заповедник Биоградская гора

Отличительной особенностью Черногории является накопление краснозёма в прибрежном районе. Этот тип почвы, получающийся при выветривании доломитовых и известняковых пород, также распространён во впадинах карстового района; голые скалы южной части карстового почвы практически не имеют. Почвы горных районов представлены обычными бурыми лесными и подзолистыми почвами. Восточные районы более плодородны и покрыты лесами и травой.
Пахотных земель — 13,7 %, земель занятых постоянными зерновыми культурами — 1 % (2005). Орошаемых земель нет. (2003).

## Флора и фауна

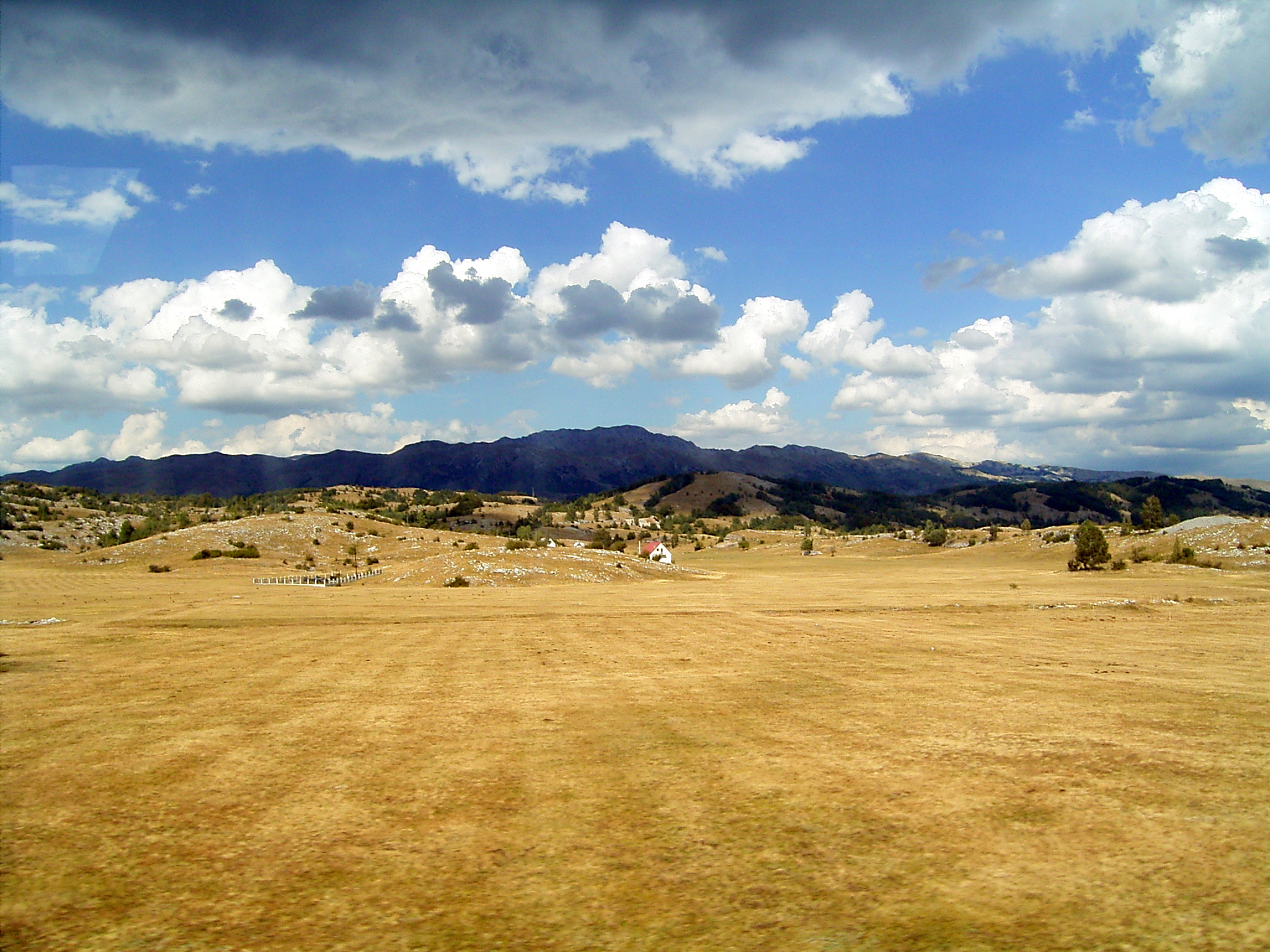
Вид на горный массив Дурмитор с запада

Растительный мир Черногории разнообразен: всего на территории страны зафиксировано 2833 вида растений, из них 212 — эндемики Балканского полуострова, а 22 — эндемики Черногории. Около 1/3 площади страны покрыто лесами (хвойные и смешанные), 39,58 % — пастбища. В античность на побережье Адриатического моря росли преимущественно дубы и кипарисы, но их вырубка привела к эрозии почв и замене лесов на средиземноморскую кустарниковую растительность (маквис).
Плотность населения Черногории невысока, поэтому на её территории можно найти крупных млекопитающих: медведей, оленей, куницу, и диких кабанов. Встречаются также волки, лисы и лесные кошки. Страна также богата различными видами птиц, рептилий и рыб.

## Экология и природоохранные территории
В районах интенсивного туризма, например в Которе, наблюдается загрязнение прибрежных районов сточными водами.
Согласно конституции Черногории, республика является «экологичным государством», под различными природоохранными режимами находится 8,1 % территории (в том числе национальные парки Дурмитор, Ловчен, Биоградская гора и Скадарское озеро).